# Myrmotherula behni
A Myrmotherula behni a madarak osztályának verébalakúak (Passeriformes) rendjébe és a hangyászmadárfélék (Thamnophilidae) családjába tartozó faj.

## Rendszerezése
A fajt Hans von Berlepsch és Paul Leverkühn írták le 1890-ben. Egyes szervezetek a Myrmopagis nembe sorolják Myrmopagis behni néven.

## Alfajai
- Myrmotherula behni behni Berlepsch & Leverkuhn, 1890
- Myrmotherula behni camanii Phelps & W. H. Phelps Jr, 1952
- Myrmotherula behni inornata P. L. Sclater, 1890
- Myrmotherula behni yavii Zimmer & Phelps, 1948[1]

## Előfordulása
Dél-Amerikában Brazília, Ecuador, Francia Guyana, Guyana, Kolumbia és Venezuela területén honos. Természetes élőhelyei a szubtrópusi vagy trópusi síkvidéki és hegyi esőerdők. Állandó, nem vonuló faj.

## Megjelenése
Testhossza 9 centiméter.

## Életmódja
Kevés az információ, valószínűleg kisebb rovarokkal táplálkozik.

## Természetvédelmi helyzete
Az elterjedési területe nagyon nagy, egyedszáma viszont csökken, de még nem éri el a kritikus szintet. A Természetvédelmi Világszövetség Vörös listáján nem fenyegetett fajként szerepel.